# Phương diện quân Tây Nam
Phương diện quân Tây Nam (tiếng Nga: Ю́го-За́падный фро́нт) là một tổ chức tác chiến chiến lược của Hồng quân Liên Xô trong Thế chiến thứ hai. Địa bàn tác chiến của phương diện quân là ở vùng lãnh thổ Ukraina.

## Lịch sử

### Thành lập lần thứ nhất
Phương diện quân Tây Nam được thành lập ngày 22 tháng 6 năm 1941 theo chỉ lệnh của Dân ủy quốc phòng (NKO) ra ngày 22 tháng 6 năm 1941 dựa trên Quân khu Đặc biệt Kiev. Biên chế ban đầu gồm các tập đoàn quân 5, 6, 12, 26. Sau đó còn có thêm các tập đoàn quân 3, 9, 13, 21, 28, 37, 39, 40, 57, 61 và tập đoàn quân không quân 8. Trong các trận phòng thủ vào hè - thu năm 1941, các đơn vị của phương diện quân đã chiến đấu ngoan cường, gây thiệt hại nặng cho các đơn vị quân Đức tại khu vực Lutsk, Dubno, Rovno, và cầm chân quân Đức một thời gian ở gần Kiev. Sau đó các đơn vị của phương diện quân Tây Nam rút lui ra ngoài Dnepr, hành quân tới phòng tuyến phía đông của Kursk, Kharkov, Raisins. Trong cuộc tổng phản công của Hồng quân vào mùa đông năm 1941-1942, phương diện quân Tây Nam kết hợp tấn công với Phương diện quân Nam đã tiến sâu được 100 km, chiếm được một bàn đạp lớn ở bờ phải sông tại Seversky Donets. Vào tháng 5 năm 1942, các đơn vị của phương diện quân bị chọc thủng phòng tuyến ở gần Kharkov.
Phương diện quân Tây Nam giải thể vào ngày 12 tháng 7 năm 1942 và thành lập Phương diện quân Stalingrad, bao gồm tập đoàn quân 21, tập đoàn quân không quân 8. Các tập đoàn quân 9, 28, 29, 57 chuyển cho Phương diện quân Nam.

### Thành lập lần thứ hai
Phương diện quân Tây Nam được tái thành lập ngày 25 tháng 10 năm 1942 dựa trên chỉ lệnh của Bộ tổng tư lệnh tối cao Liên Xô (STAVKA) ra ngày 22 tháng 10 năm 1942 hợp nhất các phương diện quân Voronezh và phương diện quân Sông Don. Biên chế của phương diện quân Tây Nam gồm các tập đoàn quân 21, 63, tập đoàn quân xe tăng 5, tập đoàn quân không quân 17. Sau đó có thêm các tập đoàn quân cận vệ 1, 3,8; các tập đoàn quân 6, 12, 46, 57, 62, tập đoàn quân xung kích 5, tập đoàn quân xe tăng 3, tập đoàn quân không quân 2. Vào tháng 11 năm 1942, các đơn vị của tập đoàn quân đã tham gia bao vây quân Đức ở Stalingrad và đánh tan các cuộc giải vây từ bên ngoài của quân Đức. Trong cuộc tấn công vào tháng 1, tháng 2 năm 1943, các đơn vị của phương diện quân phối hợp với Phương diện quân Nam đã phát động một cuộc tấn công theo hướng Donbass, vượt qua Seversky Donets, đến Dnepropetrovsk, nhưng khi quân Đức phản công, phương diện quân đã bị đẩy trở về Seversky Donets. Tháng 8-9 năm 1943, đơn vị của phương diện quân cùng với Phương diện quân Nam giải phóng Donbass. Tháng 10 năm 1943, Phương diện quân Tây Nam giải phóng Kiev, loại bỏ bàn đạp của quân Đức trên tả ngạn sông Dnepr.
Ngày 20 tháng 10 năm 1943, phương diện quân Tây Nam đổi tên thành Phương diện quân Ukraina 3, theo chỉ lệnh của STAVKA ra ngày 16 tháng 10 năm 1943.

## Lãnh đạo phương diện quân

### Tư lệnh
| STT | Ảnh | Họ tên           | Thời gian sống | Thời gian tại nhiệm            | Cấp bậc tại nhiệm                      | Ghi chú |
| --- | --- | ---------------- | -------------- | ------------------------------ | -------------------------------------- | --- |
| 1   |     | M.P. Kirponos    | 1892 - 1941    | tháng 6, 1941 - tháng 9, 1941  | Thượng tướng (1941)                    | Tử trận. |
| 2   |     | S.K. Timoshenko  | 1895 - 1970    | tháng 9, 1941 - tháng 12, 1941 | Nguyên soái Liên Xô (1940)             | |
| 3   |     | F.Ya. Kostenko   | 1896 - 1942    | tháng 12, 1941 - tháng 4, 1942 | Trung tướng (1940)                     | Mất tích và bị xem là đã tử trận.                                                                                  |
| 4   |     | S.K. Timoshenko  | 1895 - 1970    | tháng 4, 1942 - tháng 7, 1942  | Nguyên soái Liên Xô (1940)             | Giữ chức vụ lần 2. Tổng thanh tra Bộ Quốc phòng.                                                                   |
|     |     |                  |                |                                |                                        | |
| 5   |     | N.F. Vatutin     | 1901 - 1944    | tháng 10, 1942 - tháng 3, 1943 | Trung tướng (1940) Thượng tướng (1942) | Đại tướng (1943), Tư lệnh Phương diện quân Ukraina 1. Hy sinh trên chiến trường ngày 15 tháng 4 năm 1944 tại Kiev. |
| 6   |     | R.Ya. Malinovsky | 1897 - 1973    | tháng 3, 1943 - tháng 10, 1943 | Thượng tướng (1943) Đại tướng (1943)   | Nguyên soái Liên Xô (1944). Bộ trưởng Quốc phòng.                                                                  |

### Ủy viên Hội đồng quân sự
| STT | Ảnh                                   | Họ tên           | Thời gian sống | Thời gian tại nhiệm             | Cấp bậc tại nhiệm                          | Ghi chú                                                                               |
| --- | ------------------------------------- | ---------------- | -------------- | ------------------------------- | ------------------------------------------ | ------------------------------------------------------------------------------------- |
| 1   |                                       | N.N. Vashugin    | 1900 - 1941    | tháng 6, 1941                   | Chính ủy Quân đoàn (1939)                  | Tự sát ngày 28 tháng 6 năm 1941                                                       |
| 2   |                                       | E.P. Rykov       | 1906 - 1941    | tháng 6, 1941 - tháng 8, 1941   | Chính ủy Sư đoàn (1940)                    | Hy sinh trên chiến trường tháng 9 năm 1941.                                           |
| 3   |                                       | M.A. Burmistenko | 1902 - 1941    | tháng 8, 1941 - tháng 9, 1941   |                                            | Hy sinh trên chiến trường tháng 9 năm 1941.                                           |
| 4   |                                       | N.S. Khrushchyov | 1894 - 1971    | tháng 9, 1941 - tháng 1, 1942   |                                            | Trung tướng (1943). Bí thư thứ nhất Đảng Cộng sản Liên Xô.                            |
| 5   |                                       | K.A. Gurov       | 1901 - 1943    | tháng 1, 1942 - tháng 7, 1942   | Chính ủy Sư đoàn (1940) Trung tướng (1942) |                                                                                       |
|     |                                       |                  |                |                                 |                                            |                                                                                       |
| 6   | Tập tin:Лайок, Владимир Макарович.jpg | V.M. Layok       | 1901 - 1943    | tháng 10, 1942 - tháng 10, 1943 | Chính ủy Lữ đoàn (1941) Thiếu tướng (1943) | Trung tướng (1945). Trưởng phòng chính trị - Phó cục trưởng Cục Đường sắt Trung ương. |

### Tham mưu trưởng
| STT | Ảnh                                            | Họ tên            | Thời gian sống | Thời gian tại nhiệm             | Cấp bậc tại nhiệm                     | Ghi chú                                                                                          |
| --- | ---------------------------------------------- | ----------------- | -------------- | ------------------------------- | ------------------------------------- | ------------------------------------------------------------------------------------------------ |
| 1   |                                                | M.A. Purkayev     | 1894 - 1953    | tháng 6, 1941 - tháng 7, 1941   | Trung tướng (1940)                    | Đại tướng (1944)                                                                                 |
| 2   |                                                | V.I. Tupikov      | 1901 - 1941    | tháng 7, 1941 - tháng 9, 1941   | Thiếu tướng (1940)                    | Hy sinh trên chiến trường tháng 9 năm 1941.                                                      |
| 3   | Tập tin:Pokrovskiy A P.jpg                     | A.P. Pokrovsky    | 1898 - 1979    | tháng 9, 1941 - tháng 10, 1941  | Thiếu tướng (1940)                    | Thượng tướng (1944).                                                                             |
| 4   |                                                | P.I. Bodin        | 1900 - 1942    | tháng 10, 1941 - tháng 3, 1942  | Thiếu tướng (1940) Trung tướng (1941) |                                                                                                  |
| 5   |                                                | I.K. Bagramyan    | 1897 - 1982    | tháng 4, 1942 - tháng 7, 1942   | Trung tướng (1941)                    | Nguyên soái Liên Xô (1946), Tư lệnh lực lượng dự bị động viên của Các lực lượng vũ trang Xô viết |
| 6   |                                                | P.I. Bodin        | 1900 - 1942    | tháng 6, 1942 - tháng 7, 1942   | Trung tướng (1941)                    | Hy sinh trên chiến trường ngày 2 tháng 11 năm 1942.                                              |
|     |                                                |                   |                |                                 |                                       |                                                                                                  |
| 7   |                                                | G.D. Stelmakh     | 1900 - 1942    | tháng 10, 1942 - tháng 12, 1942 | Thiếu tướng (1941)                    | Hy sinh trên chiến trường ngày 21 tháng 12 năm 1942.                                             |
| 8   |                                                | S.P. Ivanov       | 1907 - 1993    | tháng 12, 1942 - tháng 5, 1943  | Thiếu tướng (1942) Trung tướng (1943) | Đại tướng (1968). Cố vấn thanh tra quân sự Tổng Thanh tra Bộ Quốc phòng Liên Xô.                 |
| 9   | Tập tin:Феодосий Константинович Корженевич.jpg | F.K. Korzhenevich | 1899 - 1972    | tháng 5, 1943 - tháng 10, 1943  | Thiếu tướng (1941) Trung tướng (1943) |                                                                                                  |

## Các chiến dịch lớn đã tham gia

### Các chiến dịch chiến lược
- Chiến dịch phòng thủ chiến lược Voronezh-Voroshilovgrad 1942
- Chiến dịch phòng thủ chiến lược Donbass-Rostov 1941
- Chiến dịch phòng thủ chiến lược Kiev 1941
- Chiến dịch phòng thủ chiến lược Lviv-Chernivtsi 1941
- Chiến dịch tấn công chiến lược Voronezh-Kharkov 1943
- Chiến dịch tấn công chiến lược Donbass 1943
- Chiến dịch tấn công chiến lược Nizhnedneprovsky 1943
- Chiến dịch tấn công chiến lược Stalingrad 1942-1943
- Chiến dịch phòng thủ Kharkov 1943

### Các chiến dịch của phương diện quân và tập đoàn quân[1]
- Chiến dịch tấn công Barvenkovo Lozovaya 1942
- Chiến dịch phòng thủ Valuiskaya Rossoshanskij 1942
- Chiến dịch phòng thủ Donbass 1941
- Chiến dịch phòng thủ Kiev-Prilukskaya 1941
- Chiến dịch phòng thủ Korosten 1941
- Chiến dịch tấn công Oboyanskaya Kursk 1942
- Chiến dịch phòng thủ Lutsk Lvov 1941
- Chiến dịch phòng thủ ngoại vi Kiev 1941
- Cross-border battle in 1941
- Chiến dịch phòng thủ Stanislav Proskurovskaya 1941
- Chiến dịch phòng thủ Sumy, Kharkov 1941
- Tank battle in 1941
- Chiến dịch phòng thủ Uman 1941
- Trận Kharkov 1942
- Chiến dịch tấn công Barvenkovo Pavlogradskaya 1943
- Chiến dịch tấn công Voroshilovgrad 1943
- Chiến dịch tấn công Zaporozhye 1943
- Chiến dịch tấn công Raisin-Barvenkovsky 1943
- Chiến dịch tấn công "Uranus" 1942
- Chiến dịch tấn công Ostrogozh-Rossoshanskij 1943
- Chiến dịch tấn công Srednedonskaya 1942

## Biên chế chủ yếu

### 1 tháng 7 năm 1941
- Tập đoàn quân 5
- Tập đoàn quân 6
- Tập đoàn quân 12
- Tập đoàn quân 26

### 1 tháng 10 năm 1941
- Tập đoàn quân 6
- Tập đoàn quân 21
- Tập đoàn quân 38
- Tập đoàn quân 40

### 1 tháng 1 năm 1942
- Tập đoàn quân 6
- Tập đoàn quân 21
- Tập đoàn quân 38
- Tập đoàn quân 40

### 1 tháng 4 năm 1942
- Tập đoàn quân 6
- Tập đoàn quân 21
- Tập đoàn quân 38
- Tập đoàn quân 40
- Tập đoàn quân công binh 7

### 1 tháng 7 năm 1942
- Tập đoàn quân 21
- Tập đoàn quân 28
- Tập đoàn quân 38
- Tập đoàn quân 57
- Tập đoàn quân không quân 8
- Tập đoàn quân công binh 7

### 1 tháng 1 năm 1943
- Tập đoàn quân cận vệ 1
- Tập đoàn quân cận vệ 3
- Tập đoàn quân xung kích 5
- Tập đoàn quân 6
- Tập đoàn quân xe tăng 5
- Tập đoàn quân không quân 17

### 1 tháng 4 năm 1943
- Tập đoàn quân cận vệ 1
- Tập đoàn quân cận vệ 3
- Tập đoàn quân 6
- Tập đoàn quân 62
- Tập đoàn quân xe tăng 3
- Tập đoàn quân xe tăng 5
- Tập đoàn quân không quân 17

### 1 tháng 7 năm 1943
- Tập đoàn quân cận vệ 1
- Tập đoàn quân cận vệ 3
- Tập đoàn quân cận vệ 8
- Tập đoàn quân 6
- Tập đoàn quân 12
- Tập đoàn quân 46
- Tập đoàn quân 57
- Tập đoàn quân không quân 17

### 1 tháng 10 năm 1943
- Tập đoàn quân cận vệ 1
- Tập đoàn quân cận vệ 3
- Tập đoàn quân cận vệ 8
- Tập đoàn quân 6
- Tập đoàn quân 12
- Tập đoàn quân không quân 17